# Aimone di Savoia (conte)
Aimone di Savoia, detto il Pacifico (Bourg-en-Bresse, 15 dicembre 1291 – Montmélian, 22 giugno 1343), fu conte di Savoia e conte d'Aosta e Moriana dal 1329 al 1343.
Ebbe il nome di Pacifico per la savia amministrazione dei suoi Stati e per le buone leggi emanate.

## Origine
Aimone, secondo lo storico francese Samuel Guichenon nel suo Histoire généalogique de la royale maison de Savoie, era il figlio maschio terzogenito di Amedeo V, Conte di Savoia, d'Aosta e di Moriana, e della sua prima moglie, Sibilla o Simona di Baugé, che sempre secondo Samuel Guichenon era l'unica figlia del signore di Baugé e della Bresse, Guido II di Baugé, mentre per quanto riguarda la madre tra gli storici non vi è concordanza, ma fu Dauphine di Saint-Bonnet e non Beatrice del Monferrato, figlia di Guglielmo VI del Monferrato; la conferma che la madre di Sibilla fu Dauphine è data da due documenti del Titres de la maison ducale de Bourbon, il nº 595, in cui Dauphine (Dauphine dame de Saint-Bonnet) si cita come la madre di Sibilla moglie di Amedeo di Savoia (mariage de sa fille Sibille avec Amedée de Savoie) e il documento nº 607, in cui Dauphine (Dauphine dame de Saint-Bonnet le Château, femme de Pierre de la Roue chevalier) viene citata come madre di Sibilla (Sibille femme d´Amedée de Savoie), la quale Dauphine, ancora secondo Samuel Guichenon, era figlia di Renato di Lavieu, Signore di Saint-Bonnet, di Miribel et di Jordaine (fille unique et héritière de René de Lavieu, chevalier, seigneur de Saint-Bonnet et de Miribel et de Jordaine) e della moglie (sa femme).
Amedeo V di Savoia, secondo Samuel Guichenon, era il figlio maschio secondogenito di Tommaso II, signore del Piemonte, Conte di Savoia, d'Aosta e di Moriana, Conte di Fiandra e di Hainaut e della sua seconda moglie, Beatrice Fieschi, che era la terza figlia femmina di Teodoro Fieschi, conte di Lavagna, e della di lui consorte Simona de Volta di Capo Corso.

## Biografia
Aimone nacque, il 15 dicembre 1291, nella piccola città di Bourg, nella Bresse quando, il fratello primogenito Giovanni era morto e sepolto ad Altacomba, da alcuni anni.
Sempre prima della sua nascita, il suo prozio, il conte di Savoia Filippo I, benemerito della Chiesa cattolica, si era spento il 15 o il 16 agosto 1285 nel castello di Rossillon nel Bugey, tra Lione e Ginevra. Il necrologio delle Maurienne Chartes, Obituaire du Chapitre de Saint-Jean-de-Maurienne riporta la morte di Filippo (dni Philippi quondam comitis Sabaudie) il 16 agosto (XVI Kal Sep.); suo padre, Amedeo gli succedette come Amedeo V.
All'inizio del 1294 sua madre Sibilla (Sibilla comitissa Sabaudiæ, dominaque Baugiaci, uxor illustris viri domini Amedei comitis Sabaudiæ) fece testamento, che è riportato nelle Preuves de l'Histoire généalogique de la royale maison de Savoie, in cui destina vari lasciti, tra cui il marito e ai cinque figli ancora in vita, tra cui Aimone (filio nostro Aymoni), ed a un figlio, che avrebbe dovuto partorire (illum quem gestamus in utero).
Nel 1307 suo padre Amedeo V fece testamento, in cui dichiarava suo erede universale nel Contado di Savoja Edoardo, il maggiore dei figli maschi (Odorado suo figlio primogenito), e definiva anche i vari lasciti sia ai figli di primo letto, tra i quali Aimone (Aymone suo Secundogenito) che eventuali di secondo letto (nascituri da Maria di Brabant, sua seconda Consorte).
Suo padre, Amedeo V, morì nel 1323 mentre si trovava ad Avignone, per incontrare papa Giovanni XXII, per spingerlo a intraprendere una crociata a favore dell'impero bizantino, che stava soccombendo sotto gli attacchi dell'impero ottomano, ma per la stanchezza del viaggio, si ammalò ed in pochi giorni morì; anche Victor Flour de Saint-Genis, conferma che Amedeo, dopo aver raggiunto il re di Francia, Carlo IV ad Avignone, morì poco tempo dopo, il 16 ottobre; le Mémoires et documents publiés par la Société d'histoire et d'archéologie de Genève - tome 9 confermano la morte il 16 ottobre (XVII Kal Nov) 1323 (m.ccc.xxiij), presso Avignone (apud Avinionem), di Amedeo (D. Amedeus comes Sabaudie) che fu sepolto ad Altacomba (Altecombe) (oggi rimangono solamente le pietre tombali del conte perché quando l'abbazia fu occupata dai giacobini, questi forzarono la sua tomba e distrussero i resti insieme a quelli di altri rappresentanti dei Savoia), e gli succedette il fratello maggiore di Aimone, Edoardo (Eduardus de Sabaudia ejus filius).
In gioventù, Aimone aveva ricevuto una formazione ecclesiastica, aveva servito la Chiesa ed era canonico nella cattedrale di Lione, come confermano gli storici francesi, Victor Flour de Saint-Genis e Jean Frézet.
Così lo descrive Paolo Giovio:
(Paolo Giovio, ne Le vite di dicenove huomini illustri, 1561)
.
Mentre si preparava a seguire il re di Francia ad Avignone per incontrare papa Giovanni XXII, a Gentilly, suo fratello, Edoardo si ammalò e improvvisamente morì il 4 novembre 1329, all'età di 45 anni.
Aimone, che aveva preceduto il fratello ad Avignone, fu raggiunto dalla notizia della morte del fratello ed il vescovo di Ginevra gli annunciò che gli stati generali della Savoia avevano stabilito che Aimone succedesse al fratello, in quanto Edoardo aveva lasciato una sola figlia, Giovanna.
Aimone, che non era mai stato ordinato sacerdote, accettò e succedette ad Edoardo.
Giovanna, come ricorda Jean Frézet, reclamò per sé, ma inutilmente la successione al padre; e dopo che ebbe sposato il duca di Bretagna, Giovanni III, quest'ultimo sostenne le pretese di Giovanna sulla contea di Savoia e, rifiutando le proposte del conte di Savoia, Aimone, concluse un patto militare col Delfino del Viennois, Ghigo VIII de la Tour-du-Pin, per conquistare la contea; però gli Stati Generali della Savoia, applicando la Legge Salica, confermarono Aimone conte di Savoia, mentre un problema nel delfinato allontanò la prospettiva della guerra.
La disputa tra Aimone e Giovanna andò avanti ancora per alcuni anni e fu risolta nel 1339, quando Giovanna rinunciò alle sue pretese in cambio di 6.000 lire annuali, come viene confermato nel testamento di Aimone di Savoia.
Il rapporto col delfinato fu conflittuale, in quanto Ghigo VIII, era sempre pronto a reclamare terre e castelli per sé; dopo aver combattuto per tre anni contro Ghigo VIII, Delfino di Vienne, dopo la morte di quest'ultimo, si arrivò ad una tregua; Ghigo VIII, nel 1333, all'assedio del castello di la Perrière, presso Saint-Julien-de-Raz, colpito in pieno dal tiro di una balestra, morì il giorno seguente e le sue truppe, dopo un assalto al castello, che portò al massacro della guarnigione, si ritirarono.
Aimone avendo saputo che il successore di Ghigo era il fratello, Umberto barone di Faucigny, che si trovava nel regno di Napoli, decise per una tregua in attesa di Umberto, che apprezzò la cosa, e, nel 1334, con la mediazione del re di Francia, Filippo VI di Valois, fu siglata la pace.
In quegli anni, anche il conte di Ginevra, Aimone III, si alleò con Aimone riconoscendosi vassallo del conte di Savoia.
Risorte le ostilità tra Francia ed Inghilterra, egli combatté in Fiandra per i Francesi in soccorso al re Filippo contro Edoardo III d'Inghilterra; nel 1339, inviò delle truppe sotto il comando del cugino, Luigi II di Savoia-Vaud, poi, partecipando alla difesa di Tournai, durante l'assedio inglese e designato negoziatore di pace fra i due monarchi, riuscì ad Arras, nel 1340, a stabilire una tregua di due anni con Edoardo III.
Aimone, dopo essere rimasto vedovo, nel dicembre 1342, fu colpito da una improvvisa grave malattia e, prima di morire, in data 11 giugno 1343, redasse il suo testamento, in cui chiedeva di essere sepolto ad Altacomba (ecclesiam B. Mariæ de Alta-Comba), e ricordando di aver risolto definitivamente, con il sigillo del re di Francia, il problema della successione nella contea di Savoia, dichiarava suoi eredi i tre figli legittimi, ancora in vita Bianca (filiam suam Blanchiam), Giovanni (Joannem eius filium secundo genitum) e Amedeo (Amedeum filium suum primogenitum).
Aimone morì il 22 giugno 1343 a Montmélian e fu sepolto presso l'Abbazia di Altacomba; oggi vi sussistono le sole pietre tombali del conte, quando l'abbazia fu occupata dai giacobini che forzarono la sua tomba e distrussero i resti, insieme a quelli di altri rappresentanti Savoia.
Ad Aimone succedette il figlio maschio primogenito, Amedeo, come Amedeo VI, di circa 10 anni, sotto la reggenza del cugino, Luigi II di Savoia-Vaud.

## Discendenza
Aimone aveva sposato il 1º maggio 1330, Violante (o Iolanda) di Monferrato (†1342), figlia di Teodoro I del Monferrato, principe di Bisanzio e marchese del Monferrato, e Argentina Spinola, figlia di Opizzino Spinola, Capitano del Popolo di Genova e di Violante di Saluzzo; il contratto di matrimonio è presente nelle Preuves de l'Histoire généalogique de la royale maison de Savoie.
Aimone da Violante ebbe cinque figli:
- Bianca (1331-31 dicembre 1387), che nel 1350 sposò Galeazzo II Visconti Duca di Milano[44];
- Amedeo (Chambéry, 4 gennaio 1334-1º marzo 1383), suo successore con il nome di Amedeo VI, detto il Conte Verde[44];
- Giovanni (settembre 1338-1345), morto che era ancora bambino[44];
- Caterina (1341- prima del 1343 non è citata nel testamento della madre[45], né in quello del padre[28])[44];
- Ludovico (14 gennaio 1342-?), la cui nascita costò la vita alla madre e citato nel testamento della madre (filium suum posthumum si nascatur ex ea)[45].

Aimone inoltre, da alcune amanti di cui non si conoscono né i nomi né gli ascendenti ebbe diversi figli al di fuori del matrimonio:
- Umberto (†1374), signore di Arvillard, capostipite della linea Savoia-Arvillard, che sposò in prime nozze Andiza di Arvillard ed in seconde nozze Margherita di Chevron Villette[46];
- Oggero (†1372), citato nel testamento del padre (naturalibus suis Ogerio et Amedeo)[28];
- Giovanni (†1347), canonico di Losanna e di Ginevra, citato nel testamento del padre (Joanni filio suo naturali cantori Gebennesii)[28];
- Donata, monaca a Bons nel Bugey, citata nel testamento del padre (Donatæ suæ moniali de Bons)[28];
- Amedeo (+1346), citato nel testamento del padre (naturalibus suis Ogerio et Amedeo)[28];
- una figlia di cui non si conosce il nome (+1381), che sposò Hugonin de Lucinge Signore di Lucinge[46].

## Ascendenza
|                        |                    |                                | Genitori                   |  |  | Nonni |  |  | Bisnonni            |  |  | Trisnonni             |  |
|                        |                    |                                |                            |  |  |       |  |  | Tommaso I di Savoia |  |  | Umberto III di Savoia |  |
|                        |                    |                                |                            |  |  |       |  |  | Tommaso I di Savoia |  |  | Umberto III di Savoia |  |
|                        |                    | Beatrice di Mâcon              |                            |  |  |       |  |  | Tommaso I di Savoia |  |  |                       |  |
| Tommaso II di Savoia   |                    |                                |                            |  |  |       |  |  | Tommaso I di Savoia |  |  |                       |  |
|                        |                    | Margherita di Ginevra          | Guglielmo I di Ginevra     |  |  |       |  |  |                     |  |  |                       |  |
|                        |                    | Margherita di Ginevra          | Guglielmo I di Ginevra     |  |  |       |  |  |                     |  |  |                       |  |
|                        |                    | Margherita di Ginevra          | Beatrice di Faucigny       |  |  |       |  |  |                     |  |  |                       |  |
| Amedeo V di Savoia     |                    | Margherita di Ginevra          |                            |  |  |       |  |  |                     |  |  |                       |  |
|                        |                    | Teodoro III Fieschi di Lavagna | Ugo Fieschi di Lavagna     |  |  |       |  |  |                     |  |  |                       |  |
|                        |                    | Teodoro III Fieschi di Lavagna | Ugo Fieschi di Lavagna     |  |  |       |  |  |                     |  |  |                       |  |
|                        |                    | Teodoro III Fieschi di Lavagna | Brumisan di Grillo         |  |  |       |  |  |                     |  |  |                       |  |
| Beatrice Fieschi       |                    | Teodoro III Fieschi di Lavagna |                            |  |  |       |  |  |                     |  |  |                       |  |
|                        |                    | Simona della Volta             | Raimondo della Volta       |  |  |       |  |  |                     |  |  |                       |  |
|                        |                    | Simona della Volta             | Raimondo della Volta       |  |  |       |  |  |                     |  |  |                       |  |
|                        |                    | Simona della Volta             | …                          |  |  |       |  |  |                     |  |  |                       |  |
| Aimone di Savoia       |                    | Simona della Volta             |                            |  |  |       |  |  |                     |  |  |                       |  |
|                        | Renaud IV de Baugé | Ulrico II de Baugé             |                            |  |  |       |  |  |                     |  |  |                       |  |
|                        | Renaud IV de Baugé | Ulrico II de Baugé             |                            |  |  |       |  |  |                     |  |  |                       |  |
|                        | Renaud IV de Baugé | Alexandrine de Bourgogne       |                            |  |  |       |  |  |                     |  |  |                       |  |
| Guido II de Baugé      | Renaud IV de Baugé |                                |                            |  |  |       |  |  |                     |  |  |                       |  |
|                        |                    | Sibylle de Beaujeu             | Guicciardo IV de Beaujeu   |  |  |       |  |  |                     |  |  |                       |  |
|                        |                    | Sibylle de Beaujeu             | Guicciardo IV de Beaujeu   |  |  |       |  |  |                     |  |  |                       |  |
|                        |                    | Sibylle de Beaujeu             | Sibylle de Hainaut         |  |  |       |  |  |                     |  |  |                       |  |
| Sibilla de Baugé       |                    | Sibylle de Beaujeu             |                            |  |  |       |  |  |                     |  |  |                       |  |
|                        |                    | Guglielmo VI del Monferrato    | Bonifacio I del Monferrato |  |  |       |  |  |                     |  |  |                       |  |
|                        |                    | Guglielmo VI del Monferrato    | Bonifacio I del Monferrato |  |  |       |  |  |                     |  |  |                       |  |
|                        |                    | Guglielmo VI del Monferrato    | Elena di Busca             |  |  |       |  |  |                     |  |  |                       |  |
| Beatrice di Monferrato |                    | Guglielmo VI del Monferrato    |                            |  |  |       |  |  |                     |  |  |                       |  |
|                        |                    | Berta di Clavesana             | Bonifacio di Clavesana     |  |  |       |  |  |                     |  |  |                       |  |
|                        |                    | Berta di Clavesana             | Bonifacio di Clavesana     |  |  |       |  |  |                     |  |  |                       |  |
|                        |                    | Berta di Clavesana             | …                          |  |  |       |  |  |                     |  |  |                       |  |
|                        |                    | Berta di Clavesana             |                            |  |  |       |  |  |                     |  |  |                       |  |

### Fonti primarie
- (LA)  Matthæi Parisiensis, Monachi Sancti Albani, Chronica Major, vol. V.
- (LA)  Monumenta Germaniae Historica, Scriptores, Tomus XXIV.
- (LA)  Matthæi Parisiensis, Monachi Sancti Albani, Chronica Major, vol. IV.
- (LA)  Recueil des historiens des Gaules et de la France. Tome 20.
- (LA, FR)  Recueil des historiens des Gaules et de la France. Tome 21.
- (LA)  Mémoires et documents publiés par la Société d'histoire et d'archéologie de Genève - tome 9
- (LA, FR)  Samuel Guichenon, Preuves de l'Histoire généalogique de la royale maison de Savoie, justifiée par titres
- (LA)  Chartes du diocèse de Maurienne

### Letteratura storiografica
- (FR)  Victor Flour de Saint-Genis, Histoire de Savoie, d'après les documents originaux, Tome 1
- (FR)  Samuel Guichenon, Histoire généalogique de la royale maison de Savoie, justifiée par titres
- (FR)  Histoire de la Maison de Savoie
- (FR)  Titres de la maison ducale de Bourbon
- Testamenti di sovrani e principi di Savoia
- Museo scientifico, letterario ed artistico: Beatrice Fieschi, pp. 53-54
- Francesco Cognasso, AIMONE, conte di Savoia, in Dizionario biografico degli italiani, vol. 1, Roma, Istituto dell'Enciclopedia Italiana, 1960.